# 张志芬
张志芬，湖南邵东人，酒泉卫星发射中心主任，中国人民解放军少将。
张志芬曾任西昌卫星发射中心参谋长。2016年，他出任酒泉卫星发射中心主任，晋升正军职。2017年10月，中国共产党第十九次全国代表大会上当选中国共产党第十九届中央委员会候补委员。